# Косиська (Лодзинське воєводство)
Косиська (пол. Kosiska) — село в Польщі, у гміні Єжув Бжезінського повіту Лодзинського воєводства.
Населення — 136 осіб (2011).
У 1975-1998 роках село належало до Скерневицького воєводства.

## Демографія
Демографічна структура станом на 31 березня 2011 року:
|          | Загалом | Допрацездатний вік | Працездатний вік | Постпрацездатний вік |
| -------- | ------- | ------------------ | ---------------- | -------------------- |
| Чоловіки | 68      | 16                 | 41               | 11                   |
| Жінки    | 68      | 11                 | 42               | 15                   |
| Разом    | 136     | 27                 | 83               | 26                   |